# Martine Billard
Pour les articles homonymes, voir Billard (homonymie).
Martine Billard, née le 7 octobre 1952 à Boulogne-Billancourt (Hauts-de-Seine), est une femme politique française. Députée de la première circonscription de Paris, entre 2002 et 2012, elle est coprésidente du Parti de gauche entre 2010 et 2014 puis secrétaire nationale à l'écologie du Parti de gauche.

## Études et activités professionnelles
Licenciée en économie de l'université de Nanterre après un premier cycle à l'Université Panthéon-Assas, elle exerce des « petits boulots » (poinçonneuse de métro, caissière de supermarché, ouvrière, aide-comptable…), puis travaille 2 ans en CDD comme monteuse-câbleuse sur les moteurs d'avion (SNECMA)[réf. souhaitée]. Elle est ensuite bibliothécaire dans une université, puis à la ville de Paris pendant cinq ans, puis au Centre national du livre pour enfants et enfin dans une PME, chargée de projet pour un logiciel d'informatisation des bibliothèques.

## Engagements politiques

### Militante
Dans sa jeunesse, Martine Billard s'engage en mai 1968 avec le Comité d'action lycéen, puis lors de ses études en économie à l'université de Paris II-Assas contre les mouvements d'extrême droite. Elle devient alors une militante d'extrême gauche de l'organisation communiste Révolution ! puis de l'Organisation communiste des travailleurs (OCT).
Dans les années 1970, elle participe aussi aux mouvements féministes dans le combat pour la légalisation de l'avortement, contre l'énergie nucléaire, dans des actions favorables aux mouvements de gauche marxistes d’Amérique latine opposés à des dictatures militaires. Puis dans les années 1980 et 90, elle milite en faveur des Palestiniens puis plus globalement pour la fin du conflit israélo-palestinien, et soutient les associations militantes pour le droit au logement, l'accès aux soins, l'égalité, le mariage homosexuel et l'adoption d'enfants par les couples gays. Elle adhère aux Verts en 1993. Représentant l'aile gauche de ce parti (courant « Autrement Les Verts»), elle sent de plus en plus que les questions sociales et l'écologie radicale perdent du terrain face à l'environnementalisme au sein des Verts ; c'est pourquoi, elle intègre le 5 décembre 2009 le Parti de gauche, dont elle devient la porte-parole avant d'être élue coprésidente en novembre 2010.

### Responsable des Verts
De 1995 à 2001, elle est conseillère de Paris, élue dans le 20e arrondissement. De 1996 à 1997, elle est porte-parole des Verts de Paris.
En 1999 et 2000, elle est élue au conseil national des Verts et devient porte-parole nationale, membre du collège exécutif (chargée des questions économiques et sociales).
En 2001, elle est candidate des Verts aux municipales dans le 1er arrondissement de Paris, face à Jean-François Legaret (adjoint aux finances et aux marchés publics de Jean Tiberi entre 1995 et 2001) et Alain Le Garrec, candidat socialiste. Avec 13,5 % des voix sa liste fusionnera avec celle du PS et elle sera élue conseillère d'arrondissement avant de devoir démissionner pour incompatibilité.
Elle devient directrice de cabinet de Mylène Stambouli, adjointe au maire de Paris chargée de la lutte contre l’exclusion, et s'implique dans les questions sociales, d'intégration, de lutte pour le droit au logement.

### Députée (2002-2007)
Elle est élue députée (candidate des Verts soutenue par la gauche) le 16 juin 2002, pour la XIIe législature (2002-2007), dans la 1re circonscription de Paris avec 50,92 % des voix contre 49,08 % à Jean-François Legaret, maire UMP du 1er arrondissement. Pierre Schapira, adjoint au maire de Paris, chargé des relations internationales, est son suppléant lors de cette élection.
Membre de la commission des affaires culturelles, familiales et sociales de l’Assemblée nationale, elle rédige un rapport pour les Verts sur la réforme de l'assurance maladie en 2004.
Lors du référendum du 29 mai 2005 sur le traité constitutionnel européen, elle fait campagne pour le « non », contre l'avis du parti.
Fin 2005-début 2006, elle s'investit dans le projet de loi DADVSI qu'elle tente d'infléchir dans le sens des utilisateurs d'Internet. Elle suit l'ensemble des projets de loi du gouvernement, et plus particulièrement la loi de programmation et d'orientation sur la cohésion sociale, et la loi portant engagement sur le logement. Martine Billard propose alors plusieurs amendements favorisant le logement social et interdisant les ventes à la découpe.
L'Express la classe 13e sur 577 pour sa présence à l'Assemblée nationale, elle est félicitée par le président UMP de la commission des affaires culturelles et sociales pour sa présence régulière et la qualité de son travail.

### Députée (2007-2012)
Martine Billard est réélue lors des législatives dans la 1re circonscription de Paris. Faisant notamment campagne contre la suppression de la carte scolaire, contre la réforme des droits de succession et contre le « bouclier fiscal », elle est soutenue dès le premier tour par le PS (son suppléant est Pierre Aidenbaum, maire PS du 3e arrondissement), les Verts et le Parti radical de gauche (PRG), face à Jean-François Legaret, maire UMP du 1er arrondissement de Paris et Mario Stasi, du MoDem.
Au soir du premier tour, elle se retrouve en ballotage avec 37,1 % des voix contre 39,70 % à Legaret et ne devance les autres candidats de la circonscription que dans le 3e arrondissement (avec 42,74 % des voix). Au second tour, le 17 juin 2007, elle est réélue avec 54,25 % des voix.

#### Rupture avec les Verts et adhésion au Parti de gauche
Lors du congrès national des Verts à Lille, le 6 décembre 2008, elle soutient la motion d'orientation stratégique ADEP (« Altermondialisme, décroissance et écologie populaire : répondre aux défis »), qui recueillera 11,8 % des suffrages exprimés par les adhérents, cinquième sur l'ensemble des textes proposés au vote. Opposée à la stratégie d'union des Verts avec des personnalités et mouvements écologistes du centre et de la droite, cette motion sera mise en minorité par les quatre principaux textes qui décident d'œuvrer à la démarche de rassemblement de l'écologie politique initiée par Daniel Cohn-Bendit.
Le 8 juillet 2009, après seize années de militantisme au sein des Verts, Martine Billard quitte le parti, jugeant qu'en tant qu'« écologiste de gauche », elle ne se reconnait plus dans cette « évolution au centre que subissent les Verts avec Europe Écologie ». Lors d'une conférence de presse donnée à l'Assemblée nationale en présence des parlementaires Jean-Luc Mélenchon et Marc Dolez, elle appelle « les écologistes qui se reconnaissent dans l'antilibéralisme et dans l'antiproductivisme à participer collectivement » au congrès du Parti de gauche (PG) devant à l'origine se tenir à la fin de l'année. Lors d'une convention nationale organisée les 5 et 6 décembre, elle et ses soutiens de la « Gauche écologiste » intègrent officiellement le PG. Martine Billard est nommée à cette occasion porte-parole nationale. Lors du congrès du parti au Mans, du 19 au 21 novembre 2010, elle devient coprésidente du bureau national du PG avec Jean-Luc Mélenchon.

#### À l'Assemblée (2007-2012)
Elle participe notamment à la Commission sur la proposition de « loi renforçant la protection des victimes et la prévention et la répression des violences faites aux femmes » et à la mission de contrôle des lois de financement de la Sécurité sociale, ainsi qu'à la Commission chargée de l'application de l'article 26 de la Constitution, s'investissant également fortement dans l'opposition aux lois HADOPI et LOPPSI.

### Introduction dans le droit français de l'interdiction de la régression sociale
Martine Billard est intervenue dans le débat sur la réforme des retraites par une question écrite au gouvernement, publiée au Journal officiel de la République française le 26 avril 2011. Dans sa question, Martine Billard base ses arguments sur la ratification par la France le 4 novembre 1980, du Pacte international relatif aux droits économiques, sociaux et culturels, dont elle soutient le caractère indérogeable et obligatoire, ainsi que sur une argumentation tirée de la violation du droit de l'Union européenne,.

### Candidate à l'élection législative dans la cinquième circonscription de Paris (2012)
À la suite du redécoupage des circonscriptions législatives françaises de 2010, la première circonscription de Paris de 1988 à 2012 est scindée entre les nouvelles 1re, 5e et 7e circonscriptions de Paris.
Martine Billard se présente « pour un troisième et dernier mandat » dans la nouvelle cinquième circonscription, qui correspond à l'adjonction de la précédente cinquième circonscription (soit le 10e arrondissement) et d'une partie de la première, correspondant au 3e arrondissement.
Au premier tour, elle arrive à la 3e place avec 13,01 % des voix, ce qui ne lui permet pas d'accéder au second tour. La candidate PS Seybah Dagoma, pour laquelle elle a appelé à voter au second tour, est élue députée.

### Élection présidentielle de 2017
Dans le cadre de La France insoumise, le mouvement qui soutient Jean-Luc Mélenchon pour l'élection présidentielle de 2017, elle coordonne son programme « écologie ».

## Mandats
- 19 juin 1995 - 18 mars 2001 : membre du conseil municipal de Paris
- 16 juin 2002 - 19 juin 2007 : députée de la 1re circonscription de Paris
- 20 juin 2007 - 20 juin 2012 : députée de la 1re circonscription de Paris

## Ouvrages
- Le Medef l'a imaginé, Sarkozy l'a fait : 10 ans de casse du code du travail (préf. Jean-Luc Mélenchon), Paris, Bruno Leprince, coll. « Politique à gauche », 2011, 111 p. (ISBN 978-2-916333-93-9).
- La sobriété une impérieuse nécessité (préf. Aurélie Trouvé et Thomas Portes), Éditions 2031, 2022, 148 p. (ISBN 9782491328108).